# Placidia
Placidia, (443? – 484?) was  de jongste dochter van de Romeinse keizer Valentinianus III en zijn vrouw Licinia Eudoxia.
Zij was de vrouw van keizer Olybrius.
Zij was voorbestemd om met Olybrius te trouwen, een telg uit de belangrijke Anicii familie. 
Tijdens de plundering van Rome (455) werd zij samen met haar moeder Licinia Eudoxia en haar zuster Eudocia  meegenomen naar Carthago, de hoofdstad van het Vandalenrijk. Olybrius vluchtte naar Constantinopel.
Haar zuster Eudocia huwde, zoals afgesproken met Hunerik in c.460 . Zij en haar moeder werden voor veel losgeld vrijgelaten en naar Constantinopel gestuurd.
In 468 stuurden de Romeinen een strafexpeditie naar Noord-Afrika, met desastreuze afloop als gevolg. (Slag bij Kaap Bon (468)).
Samen hadden ze een dochter Anicia Juliana.

## Familie
- Theodosiaanse dynastie